# Soft law
De term "soft law" (letterlijk "zachte wetgeving") verwijst naar juridische instrumenten die niet of moeilijk wettelijk afgedwongen kunnen worden (in tegenstelling tot "hard law") maar toch een zekere regulerende werking hebben. Traditioneel wordt de term "soft law" in verband gebracht met internationaal recht, hoewel het begrip ook gebruikt wordt in de betekenis van zelfregulering bij bepaalde maatschappelijke sectoren, bedrijven of beroepsgroepen. In dat laatste geval kunnen de regels soms juist wel afgedwongen worden, of kan de sanctie erin bestaan de betrokkene te royeren (uitsluiten).

## Soft law in internationaal recht
Voorbeelden: 
- de meeste resoluties en verklaringen van de Algemene Vergadering van de Verenigde Naties (in tegenstelling tot resoluties van de Veiligheidsraad, die wel bindend kunnen zijn)
- verklaringen, principes en aanbevelingen die vaak een onderdeel vormen van conventies en verdragen
- actieprogramma's zoals Agenda 21, de Financial Action Task Force (tegen witwaspraktijken) of de Millenniumdoelstellingen
- niet-bindende verdragen zoals het Global Compact for Migration.

## Soft law alszelfregulering
Voorbeelden:
- de werking van ethische commissies, met name in de gezondheidssector
- regelingen inzake behoorlijk ondernemingsbestuur (corporate governance), bijvoorbeeld de “code 2009” (code-Lippens, code-Daems) in België of de Nederlandse Code Tabaksblat. Een van de gehanteerde principes is dan het pas toe of leg uit-systeem ("comply or explain").[2]